# Culex otachati
Culex otachati är en tvåvingeart som beskrevs av Klein och Sirivanakarn 1969. Culex otachati ingår i släktet Culex och familjen stickmyggor. Inga underarter finns listade i Catalogue of Life.